# Maîche
Maîche – miejscowość i gmina we Francji, w regionie Burgundia-Franche-Comté, w departamencie Doubs.
Według danych na rok 1990 gminę zamieszkiwało 4168 osób, a gęstość zaludnienia wynosiła 239 osób/km² (wśród 1786 gmin Franche-Comté Maîche plasuje się na 34. miejscu pod względem liczby ludności, natomiast pod względem powierzchni na miejscu 145.).